# Alex da Kid

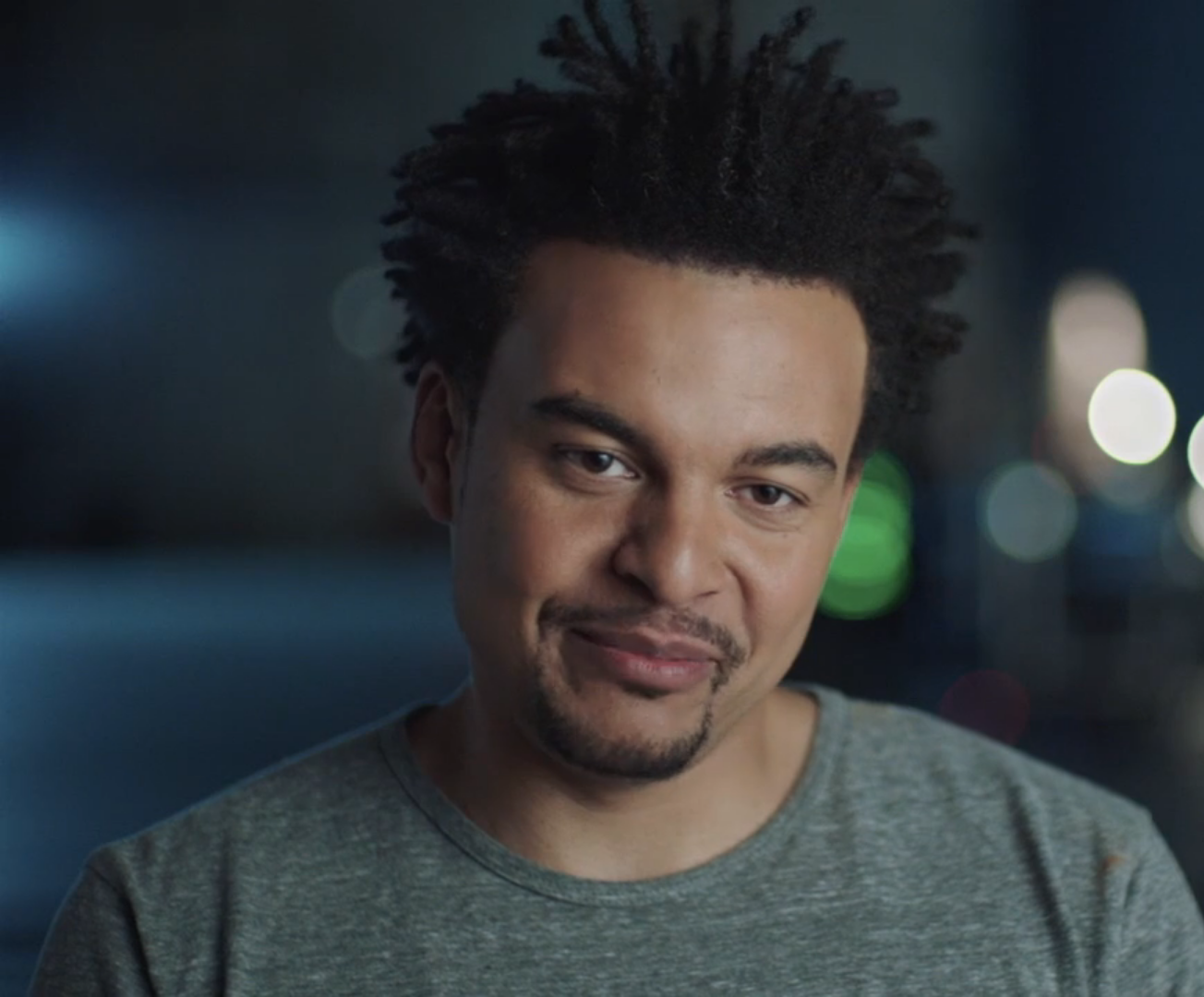
Alex da Kid, 2018

Alex da Kid (* 27. August 1983 in London als Alexander Grant) ist ein britischer Musikproduzent. Er wurde unter anderem durch Produktionen für Künstler wie Eminem, Dr. Dre, B.o.B., Diddy, Rihanna, Nicki Minaj und Imagine Dragons bekannt.

## Biografie
Bis zu seinem 19. Lebensjahr war Grant ein Jugendfußballer bei Bristol City. Nachdem ein Freund ihm Fruity Loops gezeigt hatte, begann er sich für die Produktion von Musik zu interessieren. Grant besuchte die Thames Valley University und schloss diese mit einem Master in Tontechnik ab, bevor er seine Produzentenkarriere begann. Momentan arbeitet er mit der Sängerin Skylar Grey an deren zweitem Soloalbum, das über sein Label Wonderland Entertainment erscheinen soll.

## Produktions-Diskografie (Auswahl)

### 2008
Kardinal Offishall – Not 4 Sale
- Going In

Michelle Williams – Unexpected
- Hello Heartbreak

### 2009
Alesha Dixon – The Alesha Show (Encore Edition)
- All Out of Tune

### 2010
Nicki Minaj
- Massive Attack (mit Sean Garrett)

B.o.B – B.o.B Presents: The Adventures of Bobby Ray
- Airplanes (mit DJ Frank E) (DE #8, US #2)
- Airplanes, Part II (mit Eminem und Luis Resto)

Eminem – Recovery
- Love the Way You Lie (mit Makeba Riddick (Co)) (DE #1, US #1)

Rihanna – Loud
- Love the Way You Lie (Part II)

T.I. – No Mercy
- Castle Walls

Diddy-Dirty Money – Last Train to Paris
- Coming Home (DE #4, US #11)

### 2011
Dr. Dre – I Need a Doctor (US #4)
Lupe Fiasco – Lasers
- Words I Never Said (US #89)

Reeve Carney – Spider-Man: Turn Off the Dark
- Rise Above

### 2012
Machine Gun Kelly – Lace Up
- Invincible

Cheryl Cole – A Million Lights
- Under the Sun

Slaughterhouse – Welcome to: Our House
- Our House
- Rescue Me

Imagine Dragons – Night Visions
- Radioactive
- Demons
- Bleeding Out

### 2013
Skylar Grey – Don’t Look Down
- Ausführender Produzent

Eminem – The Marshall Mathers LP 2
- Asshole
- Desperation
- Wicked Ways

### 2016
Skylar Grey – Natural Causes
- Ausführender Produzent

### 2017
Eminem – Revival
- Bad Husband
- Tragic Endings
- Need Me